# 安信源
安信源（韓語：안신원，1978年12月22日—），艺名Danny Ahn，南韓饒舌男歌手、演員。他是1999年出道的韓國男子組合 g.o.d 的成員。在1999年1月組合才正式以主打歌曲「獻給母親」出道，但在2005年11月宣佈無限期停止活動，各自發展。7年間共發行了7張專輯。2014年g.o.d以完整5人組合重新回歸，並發行專輯《Chapter 8》，成為南韓樂壇年度最轟動盛事。

## 背景
安信源生於美國西雅圖，持有美國公民身份。他及後隨家人移居南韓，畢業於首爾中垈初等學校（서울중대초등학교）、首爾國際初級中學（Seoul International Junior High School）、首爾國際高級中學（Seoul International High School）、Chung Kang Art School以及檀國大學，家中有一姊。父母在他入讀小學期間離異，自此他與胞姊隨母親生活。安信源加入男子組合g.o.d前為與韓國女歌手嚴正化合唱的饒舌男歌手，亦曾與孫昊永和Shoo合組一個男女子組合。
及後於1997年7月，安的表哥朴俊炯負笈美國唸書時，通過身在韓國的姐姐幫忙會見 SidusHQ 經紀公司社長而成為了g.o.d（Groove Over Dose）的第一個成員。而安信源在表哥朴俊炯的提議下，和孫昊永參加面試，結果成為g.o.d的成員。其後尹啟相通過試鏡後，由社長欽點加入。不料準備出道期間經歷亞洲金融風暴，經紀公司在自身財務難保下，無法對團員說出解散因由，故將他們丟在偏遠山區宿舍，希望他們自行離開。g.o.d成員在練習生宿舍度過了兩年無薪酬時期，僅靠朴俊炯拍攝《順風婦產科》的微薄收入維持組合運作。金融危機過後，社長派人整理宿舍，發現g.o.d仍然留守，因此深受感動，決定即使借貸也要讓他們出道。於是請來名製作人朴軫永為g.o.d量身打造專輯，朴軫永帶來自己經紀的歌手金泰宇加入該組合成為主唱，將原本計畫以男女混聲團體出道的女主唱送走，g.o.d男子團體模型至此完整誕生。
組合初出道之時未受樂迷歡迎，2000年至2005年間逐漸成為韓國流行音樂的一個標誌。然而在2005年12月完成演唱會演出後，g.o.d沒有新動向。所有成員各自有自己的發展。安信源則在2004年至2005年起投身廣播界，在KBS第2FM當唱片騎師，且成為廣播節目《Kiss the Radio》的首任主持。由於主持《Music Show》期間受到聽眾歡迎，他獲KBS第2FM邀請擔任該電台2015年50周年紀念廣播節目《Homecoming Day》的客席主持。此前於2004年，安信源奪得KBS演藝大獎 ─ 電台DJ獎。2007年，他分別推出2首個人單曲《如果是夢》及《傻瓜》。其後在2013年與H.O.T.成員文熙俊、安勝浩（Tony An）、水晶男孩成員殷志源以及NRG成員千明勳組成「HOTSechgodRG」主持QTV節目《20世紀美少年》（20세기 미소년），又在歌唱節目《不朽的名曲：傳說在歌唱》及OnStyle實境節目《我的超級英雄在哪裡？》（Where Is my Super Hero？）中亮相演出。2014年，g.o.d再闖樂壇。安信源參與作曲過程，以為組合推出第8張專輯《Chapter 8》作準備。同年7月推出專輯即與隊友於12月一同舉行全國性巡迴演唱會。
2016年，安信源被友人騙取一億五千萬韓圜。韓國警方其後以詐騙罪拘捕該名姓金的男子。安於2016年簽約 New Able Entertainment，2018年7月隨公司被其經理人公司 SidusHQ 收購而再次成為 SidusHQ 旗下藝人。現時已轉為 CUZ-9 Entertainment 藝人。他在2019年被指參與經營一間位於首爾江南區、表面上登記為香檳酒吧，實則為成人娛樂場所的餐廳。報道刊出後 SidusHQ 隨即發出聲明，指出安信源曾於2017年11月至2018年2月以非執行董事身份負責酒吧的內部設計事宜而從來沒有投資經營。

## 個人生活
安信源曾有5次戀愛經驗，其中2名為圈內人。他於2012年公開表示當自己找到合適對象結婚時，會對外宣佈婚訊。
安信源在韓國樂壇和演藝界認識了不少好朋友如男子組合神話的成員、宋栢京、車太鉉與崔真英等。2009年12月29日，演員姜大成於凌晨4點在首爾狎鷗亭聖水大橋南端附近為躲避公共汽車而發生交通意外，胸部撞到樹木當場死亡。生前與他一起生活的好朋友安信源感到非常傷心，表示他視姜大成為親哥哥一樣。在姜大成去世後，他曾在Twitter中表達悲痛的心情。

## 演出作品

### 電視劇
| 電視劇演出                          | 電視劇演出          | 電視劇演出 | 電視劇演出                      | 電視劇演出 | 電視劇演出 | 電視劇演出 |
| ----------------------------------- | ------------------- | ---------- | ------------------------------- | ---------- | ---------- | ---------- |
| 劇集                                | 播出機構            | 種類       | 角色                            |            |            |            |
| 2006                                |                     |            |                                 |            |            |            |
| 《反轉劇》                          | SBS                 | 日短劇     |                                 |            |            |            |
| 2007                                |                     |            |                                 |            |            |            |
| 《上海兄弟》                        | Dramax （中韓合拍） |            | Kang-ho Kim                     |            |            |            |
| 2008                                |                     |            |                                 |            |            |            |
| 《純潔的你》                        | SBS                 | 晨間劇     | 姜順必                          |            |            |            |
| 2009                                |                     |            |                                 |            |            |            |
| 《穿透屋頂的High Kick》             | MBC                 | 情境劇     | Yoon Hyun Joon (李志勛大學同窗) |            |            |            |
| 2010                                |                     |            |                                 |            |            |            |
| 《推奴》                            | KBS                 | 水木劇     | 白虎                            |            |            |            |
| 《現在還想結婚的女人》              | MBC                 | 水木劇     | Boo Ki 前男朋友                 |            |            |            |
| 《逃亡者Plan.B》                    | KBS                 | 水木劇     | 白南丁                          |            |            |            |
| 2011                                |                     |            |                                 |            |            |            |
| 《對我說謊試試》                    | SBS                 | 月火劇     | Ki Joon 朋友                    |            |            |            |
| 《女人兩次化妝時》                  | JTBC                | 晨間劇     | 善宇                            |            |            |            |
| 《Real School!》                    | MBC                 | 情景劇     | （客串）                        |            |            |            |
| 2012                                |                     |            |                                 |            |            |            |
| 《再見，老婆》                      | Channel A           | 月火劇     | 桂東熙                          |            |            |            |
| 《世上哪裡都找不到的善良男人》      | KBS                 | 水木劇     | 金正勳                          |            |            |            |
| 2013                                |                     |            |                                 |            |            |            |
| 《幻想巨塔》                        | tvN                 | 水曜劇     | 達秀                            |            |            |            |
| 2014                                |                     |            |                                 |            |            |            |
| 《山蒜醬湯：12年後的重逢》          | JTBC                | 周末劇     | 劉秀韓                          |            |            |            |
| 《KBS Drama Special－漆黑》         | KBS                 | 獨幕劇     | 朴賢太                          |            |            |            |
| 2015                                |                     |            |                                 |            |            |            |
| 《7日羅曼史》                       | CMB/TVB             | 金水劇     | 安俊書                          |            |            |            |
| 《魔女之城》                        | SBS                 | 日日劇     | 白銀龍                          |            |            |            |
| 2017                                |                     |            |                                 |            |            |            |
| 《Bravo My Life》                   | SBS                 | 周末劇     | 試鏡評判                        |            |            |            |
| 《司法小組》                        | Naver TV            |            | Lee Dae-ho                      |            |            |            |
| 2019                                |                     |            |                                 |            |            |            |
| 《Big Issue》                       | SBS                 | 水木劇     | 姜新宇                          |            |            |            |
| 《Level Up》                        | MBN                 | 水木劇     | 朴吉宇                          |            |            |            |
| 2021                                |                     |            |                                 |            |            |            |
| 《Imitation》                       | KBS                 | 金曜劇     | 智鶴                            |            |            |            |
| 《所以我和黑粉結婚了》              | Naver TV V LIVE     | 金土劇     | 音樂監製                        |            |            |            |
| 2022                                |                     |            |                                 |            |            |            |
| 《O'PENing - 不要宣佈你丈夫的死訊》 | tvN                 | 獨幕劇     | 尹燦范                          |            |            |            |
| 2023                                |                     |            |                                 |            |            |            |
| 《7人的逃脫》                       | SBS                 | 金土劇     | （特別出演）                    |            |            |            |
| 2024                                |                     |            |                                 |            |            |            |
| 《抓住你的衣领》                    | KBS                 | 月火劇     | 車警官（特別出演）              |            |            |            |

### 電影
- 2008年：《男友從軍記》 飾 徐旻哲
- 2011年：《頭條》 飾 Kang Seung-wan

### 參與節目
廣播主持
- 2004年至2006年：Kiss The Radio（KBS第2FM）
- 2011年至2013年：Music Show（KBS第2FM）

電視主持
- 2000年至2001年：g.o.d的育兒日記（god의 육아일기）（MBC）
- 2004年：Music Camp（MBC）
- 2012年至2014年：我們結婚了（MBC）
- 2013年：20世紀美少年（20세기 미소년）（QTV）
- 2018年：一起走吧（JTBC）

### 其他演出
- 2002年：歌手 Rain歌曲《What's Love》 MV
- 2003年：歌手車太鉉歌曲《悲傷的離別背後》MV
- 2006年：組合PARAN歌曲《心動》MV
- 2007年：話劇《Closer》
- 2007年：《Love Ballad Autumn in 2007》《傻瓜》
- 2008年：話劇《羅生門》
- 2015年：歌手金泰宇歌曲《Lonely Funk 》MV

## 作曲作品
- 2001年：g.o.d - 134-14
- 2002年：g.o.d - Us
- 2002年：Rain - What's Love
- 2004年：g.o.d - Familiar Strangers
- 2004年：Lyn - Stay with me

## 填詞作品
- 1999年：g.o.d - Say g.o.d
- 2000年：g.o.d - g.o.d Party
- 2000年：g.o.d - Sky Blue Balloon
- 2001年：g.o.d - Sad Love
- 2001年：g.o.d - 134-14
- 2002年：g.o.d - Us
- 2002年：Rain - What's Love
- 2003年：車太鉉 - 슬픈 이별 뒤로
- 2004年：g.o.d - Familiar Strangers
- 2014年：g.o.d - Sky Blue Promise
- 2014年：g.o.d - Smile
- 2014年：g.o.d - Stand Up
- 2014年：g.o.d - I Like It
- 2014年：g.o.d - The Lone Duckling（饒舌部分）
- 2014年：孫昊永 ft. 安信源 - One Day（하루만）
- 2015年：金泰宇 - 뽀레버막내
- 2016年：金烔完 - My Friend

## 專輯
g.o.d.
- 1999年：《Chapter 1》
- 1999年：《Chapter 2》
- 2000年：《Chapter 3》
- 2001年：《Chapter 4》
- 2002年：《Chapter 5: Letter》
- 2004年：《An Ordinary Day》
- 2005年：《Into the Sky》
- 2014年：《Chapter 8》

個人
- 2007年：《If It Were A Dream》（꿈이었으면）ft. Sweet Sorrow

## 其他歌曲
- 2002年：友（電影《Champion》原聲帶）
- 2002年：Rain What's Love（ft.部分、與Star、朴軫永以及Lexy（黃孝淑））
- 2005年：初次感到的愛（劇集《五顆星星》電視原聲帶 歌曲）
- 2006年：SG Wannabe 사랑했어요（ft.部分）
- 2009年：金泰宇 기억과 추억（ft.部分；與朴俊炯及孫昊永）
- 2010年：The Film（더 필름）I'm Sorry（ft.部分）
- 2011年：크게 라디오를 켜고（重製版、與南韓搖滾組合The Koxx及KBS第2FM唱片騎師李鉉雨、崔江姬、利特、銀赫合唱）
- 2012年：至死你也是我的愛（죽어도 넌 내 사랑）（劇集《再見，老婆》電視原聲帶歌曲）
- 2014年：One Day（하루만）（劇集《不要戀愛要結婚》歌曲）
- 2015年：金甫炅 Memories（ft.部分）
- 2015年：金泰宇 Hometown（뽀레버막내）（ft.部分）
- 2015年：金烔完 My Friend（ft.部分）

## 外部連結
- 安信源的X（前Twitter）